# Deutsche Badmintonnationalmannschaft
Die deutsche Badmintonnationalmannschaft ist die Gesamtheit der Bundeskader des Deutschen Badminton-Verbandes (DBV). In ihm finden sich deutsche Sportler wieder, die sowohl in Einzel- als auch in Teamwettbewerben sportlich die Bundesrepublik Deutschland national, sowie international im Badmintonsport repräsentieren.

## Geschichte
Der erste Kader des DBV wurde 1953 ins Leben gerufen. Der erste Mannschaftsländerkampf fand am 10. Januar 1954 in Bonn gegen die Niederlande statt und wurde mit 9:2 gewonnen. Die Niederlande sind mit 57 Länderspielen auch der Rekordgegner der deutschen Mannschaft, gefolgt von England mit 51 Länderkämpfen.

## Kaderrichtlinien

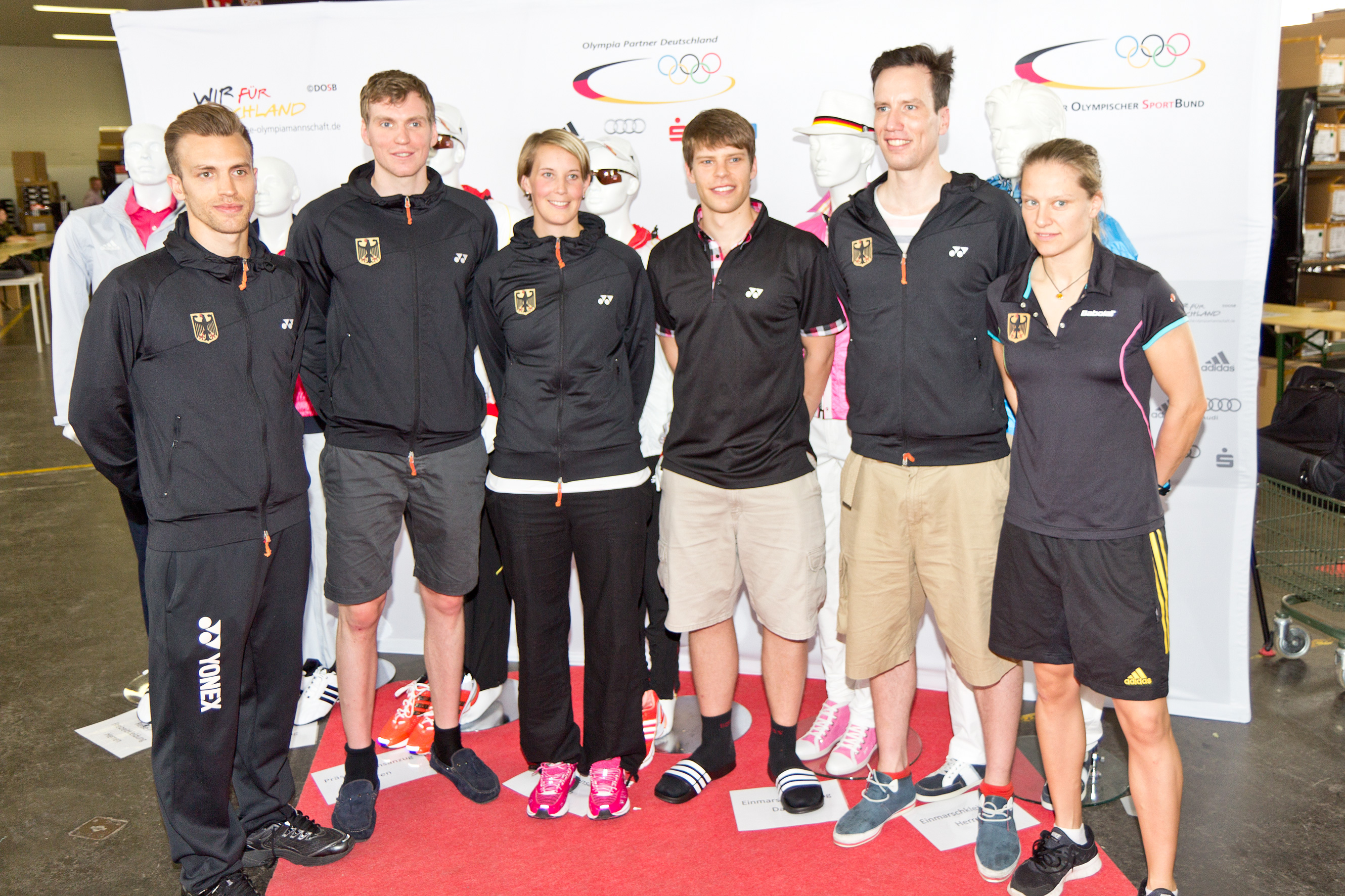
Die deutsche Olympiamannschaft 2012

Die Kaderbestimmungen richten sich nach den Vorgaben des Bereichs Leistungssport des Deutschen Olympischen Sportbundes (DOSB). Der Gesamtkader des DBV ist fünfgeteilt:
Für den Olympiakader ist eine Platzierung unter den ersten Acht bei den aktuellen Olympischen Spielen oder Weltmeisterschaften notwendig.
Der Perspektivkader besteht aus den Athleten, die die Aussicht auf Finalteilnahmen bei bedeutenden internationalen Turnieren haben. Die Teilnahme an Trainingseinheiten eines Bundesstützpunktes des DBV wird hierfür vorausgesetzt.
Der Ergänzungskader besteht aus Athleten, die wichtige Trainingspartner der höheren Kader sind oder Chancen haben sich für große Internationale Turniere zu qualifizieren. Der Nachwuchskader 1 besteht aus herausragenden Jugendlichen zwischen 16 und 24 Jahren, die sich aus den oberen beiden Plätzen der jeweiligen Altersklasse ergeben. Voraussetzung für eine Nominierung ist das Training an einem beliebigen Stützpunkt des DBV auf Bundes-, Regional- oder Nachwuchsebene.
Der Nachwuchskader 2 besteht aus Jugendlichen zwischen zumeist 13-17 Jahren und ergibt sich aus den vier höchstplatzierten Deutschen in der jeweiligen Altersklasse. Die Kaderzusammensetzung bestimmt ein eigens hierfür eingerichtetes Gremium des DBV, welches halbjährlich tagt und ihre Vorschläge für die Kaderzusammensetzung dem DBV-Präsidium zur Verabschiedung vorlegt. Das Kadergremium besteht aus dem Vizepräsidenten Leistungssport des DOSB, dem DBV-Sportdirektor, dem Badminton-Bundestrainer, dem Badminton-Bundesjugendtrainer und einem Athletenvertreter.

## Bundestrainer
- März 1974 – 1976: Soekartono,  Indonesien
- 1976 – 1977: Olich Solihin,  Indonesien
- Januar 1978 – Dezember 1979: Thomas Gottschalk,  Deutschland
- Januar 1980 – August 1980: Martin Knupp,  Deutschland
- September 1980 – Dezember 1983: Lars Sologub,  Schweden
- August 1983 – Januar 1989: Hans Werner Niesner,  Deutschland
- Februar 1989 – Dezember 1992: Xu Quanheng,  China
- Januar 1993 – Dezember 1998: Flemming Wiberg,  Dänemark
- Januar 1999 – Dezember 2004: Asger Madsen,  Dänemark
- Januar 2005 – August 2008: Detlef Poste,  Deutschland
- September 2008 – April 2010: unbesetzt
- Mai 2010 – Dezember 2012: Jakob Høi,  Dänemark
- Januar 2013 – Dezember 2016: Holger Hasse,  Deutschland
- Seit Januar 2017: Detlef Poste,  Deutschland

## Internationale Mannschaftswettbewerbe
Die deutsche Badmintonnationalmannschaft tritt an bei zumeist internationalen Großveranstaltungen für Badmintonnationalmannschaften des Dachverbandes des DBV, der Badminton World Federation (BWF), wie etwa der Badminton-Weltmeisterschaft, der Badminton-Europameisterschaft, Olympischen Spielen, den BWF Super Series, dem BWF Grand Prix (<120.000 US-Dollar Preisgeld), dem BWF Grand Prix Gold (>120.000 US-Dollar Preisgeld), den International Series, den International Challenges, den Future Series, dem Thomas Cup für Herren, dem Uber Cup für Damen, oder dem gemischten Sudirman Cup.

## Weltranglistenplätze
Im Herreneinzel war Max Weißkirchen auf Rang 65 der bestplatzierte deutsche Spieler mit 25.832 Punkten aus 19 Turnieren. Im Dameneinzel lag Olympiateilnehmerin Yvonne Li mit 42.273 Punkten aus 28 Turnieren auf Platz 27. Mark Lamsfuß und Marvin Seidel kamen im Herrendoppel in 24 Turnieren auf 48.773 Punkte und belegten Rang 21. Bei den Damen führten Isabel Herttrich und Linda Efler die deutschen Spieler in der Weltrangliste an mit 40.013 Punkten aus 27 Turnieren an. Die bestplatzierten Spieler im Mixed waren Isabel Herttrich und Mark Lamsfuß, die mit 57.230 Punkten aus 27 Turnieren auf Platz 15 der Weltrangliste lagen. (Stand September 2021)
Die vorderen Weltranglistenplätze werden dabei meist von Asiaten wie Chinesen oder Koreanern dominiert. Badmintonturniere erlangen im asiatischen Raum ähnliche Beliebtheit wie in Europa.

## Ehemalige Nationalspieler

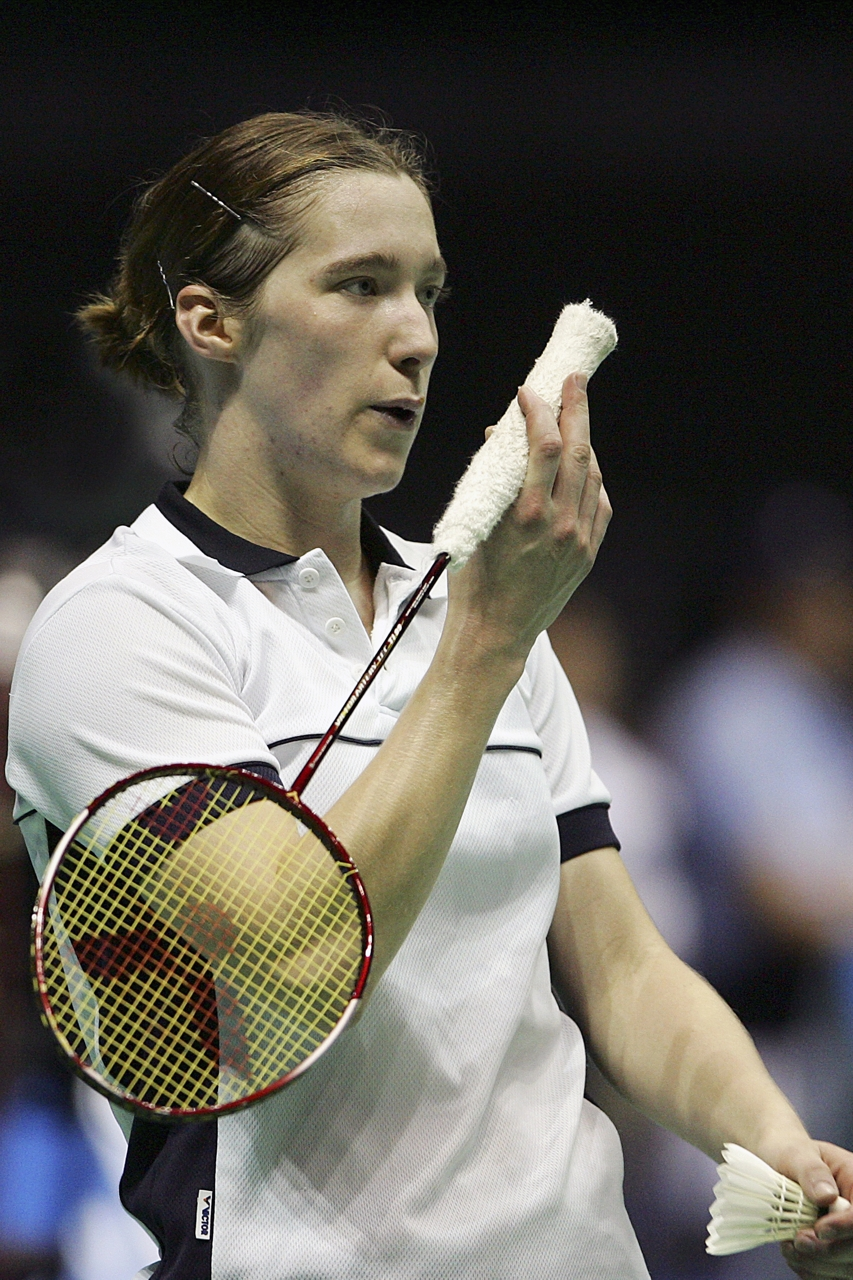
Nationalspielerin Petra Overzier-Reichel

Roland Maywald wurde 1972 Europameister im Herrendoppel und gewann im selben Jahr zwei olympische Bronzemedaillen. Wolfgang Bochow siegte 15 Mal bei deutschen Meisterschaften und wurde 1972 Europameister im Einzel. Petra Overzier erreichte den 3. Platz bei der Weltmeisterschaft 2006. Xu Huaiwen zählt mit zwei dritten Plätzen bei Weltmeisterschaften und zwei Siegen bei Europameisterschaften zu den international erfolgreichsten deutschen Badmintonspielerinnen. Zudem war sie die erste Deutsche, die im Dameneinzel auf Platz eins der Weltrangliste lag. Nicole Grether ist mit 106 Einsätzen die deutsche Rekordnationalspielerin. Juliane Schenk erreichte zwei Mal das Europameisterschaftsfinale und wurde bei der Weltmeisterschaft 2011 Dritte. Birgit Michels und Michael Fuchs gehörten zu der Mannschaft, die erstmals für Deutschland die Mannschaftseuropameisterschaft 2013 gewinnen konnte. Zudem zogen sie im Mixedwettbewerb bei den Olympischen Spielen 2012 ins Viertelfinale ein. Mit neuen Siegen im Herreneinzel bei deutschen Meisterschaften ist Marc Zwiebler Rekordmeister. Außerdem gewann er die Einzeleuropameisterschaft 2012 und Mannschaftseuropameisterschaft 2013.

## Perspektivkader (alphabetisch)
Folgende Spieler wurden für die erste Jahreshälfte von 2022 für den Perspektivkader nominiert:
Damen: Linda Efler, Isabel Herttrich, Stine Küspert, Yvonne Li, Leona Michalski, Emma Moszczynski, Thuc Phuong Nguyen
Herren: Bjarne Geiss, Jones Ralfy Jansen, Matthias Kicklitz, Mark Lamsfuß, Fabian Roth, Kai Schäfer, Marvin Seidel, Jan Colin Völker, Max Weißkirchen

## Förderung
Die deutsche Badmintonnationalmannschaft wird gefördert von dem DOSB, der Barmer Krankenkasse, durch die Hochleistungsförderung des Bundesministeriums des Innern und der Athletenförderung der Deutschen Sporthilfe. Die Spieler der verschiedenen Bundeskader werden bis 2016 von dem japanischen Sportartikelhersteller Yonex eingekleidet.

## Teilnahme an Weltmeisterschaften
| Thomas Cup - Thomas Cup 1949 – nicht gestartet - Thomas Cup 1952 – nicht gestartet - Thomas Cup 1955 – nicht qualifiziert - Thomas Cup 1958 – nicht gestartet - Thomas Cup 1961 – nicht gestartet - Thomas Cup 1964 – nicht qualifiziert - Thomas Cup 1967 – nicht qualifiziert - Thomas Cup 1970 – nicht qualifiziert - Thomas Cup 1973 – nicht qualifiziert - Thomas Cup 1976 – nicht qualifiziert - Thomas Cup 1979 – nicht qualifiziert - Thomas Cup 1982 – nicht qualifiziert - Thomas Cup 1984 – nicht qualifiziert - Thomas Cup 1986 – nicht qualifiziert - Thomas Cup 1988 – nicht qualifiziert - Thomas Cup 1990 – nicht qualifiziert - Thomas Cup 1992 – nicht qualifiziert - Thomas Cup 1994 – nicht qualifiziert - Thomas Cup 1996 – nicht qualifiziert - Thomas Cup 1998 – nicht qualifiziert - Thomas Cup 2000 – nicht qualifiziert - Thomas Cup 2002 – 7./8. - Thomas Cup 2004 – 5./8. - Thomas Cup 2006 – 9./12. - Thomas Cup 2008 – 9./12. - Thomas Cup 2010 – 5./8. - Thomas Cup 2012 – 5./8. - Thomas Cup 2014 – 13./16. - Thomas Cup 2016 – 13./16. - Thomas Cup 2018 – 13./16. - Thomas Cup 2020 – 9./12. - Thomas Cup 2022 – 9./12. | Uber Cup - Uber Cup 1957 – nicht gestartet - Uber Cup 1960 – nicht gestartet - Uber Cup 1963 – nicht gestartet - Uber Cup 1966 – nicht qualifiziert - Uber Cup 1969 – nicht qualifiziert - Uber Cup 1972 – nicht qualifiziert - Uber Cup 1975 – nicht qualifiziert - Uber Cup 1978 – nicht qualifiziert - Uber Cup 1981 – nicht gestartet - Uber Cup 1984 – nicht qualifiziert - Uber Cup 1986 – nicht qualifiziert - Uber Cup 1988 – nicht qualifiziert - Uber Cup 1990 – nicht qualifiziert - Uber Cup 1992 – nicht qualifiziert - Uber Cup 1994 – nicht qualifiziert - Uber Cup 1996 – nicht qualifiziert - Uber Cup 1998 – nicht qualifiziert - Uber Cup 2000 – nicht qualifiziert - Uber Cup 2002 – 7./8. - Uber Cup 2004 – 9./12. - Uber Cup 2006 – Halbfinalist - Uber Cup 2008 – Halbfinalist - Uber Cup 2010 – 9./12. - Uber Cup 2012 – 5./8. - Uber Cup 2014 – 13./16. - Uber Cup 2016 – 9./12. - Uber Cup 2018 – 13./16. - Uber Cup 2020 – 13./16. - Uber Cup 2022 – 9./12. | Sudirman Cup - Sudirman Cup 1989 – 17. - Sudirman Cup 1991 – 16. - Sudirman Cup 1993 – 15. - Sudirman Cup 1995 – 13. - Sudirman Cup 1997 – 8. - Sudirman Cup 1999 – 11. - Sudirman Cup 2001 – 10. - Sudirman Cup 2005 – 13. - Sudirman Cup 2007 – 13. - Sudirman Cup 2009 – 13. - Sudirman Cup 2011 – 9./12. - Sudirman Cup 2013 – 5./8. - Sudirman Cup 2015 – 5./8. - Sudirman Cup 2017 – 9./12. - Sudirman Cup 2019 – 16. - Sudirman Cup 2021 – 9./12. |